# Ouigo
Ouigo é o nome do serviço ferroviário comercial de baixo custo da SNCF . É lançado na França em várias etapas : primeiro com trens TGV (especialmente reformados) em 2 de abril de 2013, depois com trens convencionais em 11 de abril de 2022 (para conexões nacionais) e 19 de dezembro de 2024 (para a relação com a Bélgica, no âmbito de uma colaboração internacional com a SNCB ) . A marca também está implantada em Espanha a partir de 10 mai 2021 (utilizando TGV), através de uma subsidiária criada Ouigo España.
Este serviço responde à segmentação do mercado (a marca topo de gama TGV inOui, lançada em 2017, também faz parte desta lógica). O seu preço é semelhante ao do autocarro e do carpooling , enquanto o nível de serviço é semelhante ao do voo ( principalmente a custos baixos ) com períodos de presença obrigatórios antes da partida e opções pagas ( como Wi-Fi nos TGVs  ) .

## História

### Lançamento e operação

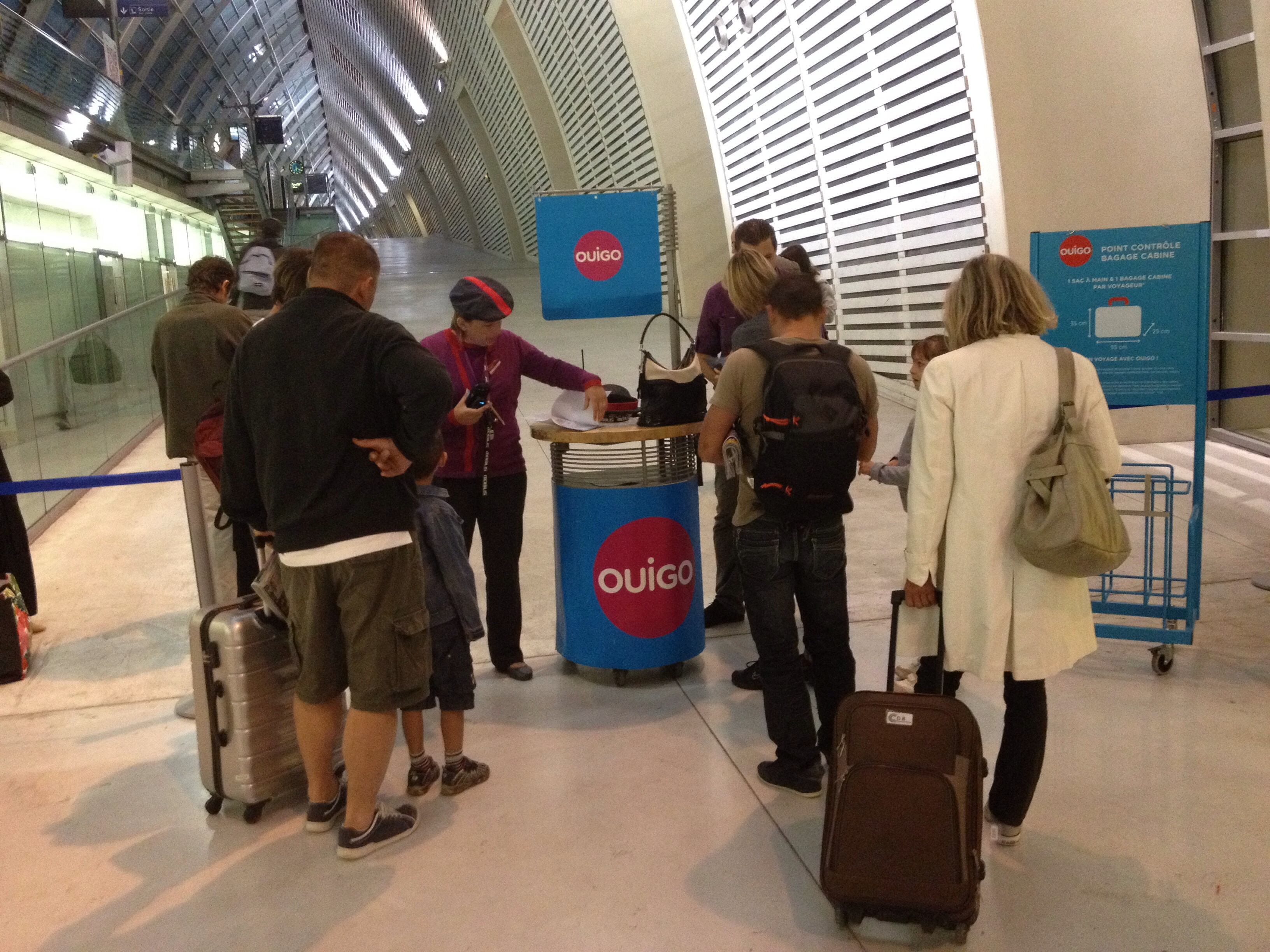
Verificação do bilhete antes do embarque, na gare d'Avignon TGV.

Lançada em 2 avril 2013 nas rotas entre Marne-la-Vallée e Marselha ou Montpellier (via Lyon-Saint-Exupéry ), a oferta Ouigo, inspirada nas companhias aéreas de baixo custo , é apresentada num contexto de crise económica, o que levou a uma queda no número de passageiros e na rentabilidade dos TGV tradicionais em 2012  . Os bilhetes de transporte estão disponíveis apenas online, no site oficial da Ouigo, mas também em sites parceiros : SNCF Connect (principal site comercial da SNCF), Trainline ou mesmo Kombo ; no entanto, os bilhetes também podem ser adquiridos em agências de viagens desde été 2024  .
Assim como nas companhias aéreas de baixo custo, há cobrança pelo transporte de bagagem adicional além de uma mala e uma mala por passageiro (além disso, o tamanho máximo de uma peça de bagagem deve ser centímetro , para que possa ser colocada sob o assento  ). Da mesma forma, os bilhetes de transporte (imprimíveis quatre jours antes da partida) são verificados antes do embarque no trem. ; isto significa que os clientes devem apresentar-se o mais tardar cinq minutes antes da partida do comboio  . O uso da ferramenta de produção é maximizado : os trens circulam em média  por dia, o dobro dos TGV convencionais, e têm manutenção apenas à noite. Trens oferecem 20 % mais assentos removendo a primeira classe e o vagão-bar e usando um tipo de assento mais estreito. O custo de produção de um assento num TGV Ouigo é, portanto, de 50 % inferior ao de um assento num TGV clássico  . Este princípio tem por vezes consequências no funcionamento dos equipamentos de conforto e também na limpeza, especialmente porque não existe um comboio de reserva que nos permita dedicar tempo para lidar eficazmente com os problemas, mas sem redefinir a questão da segurança rodoviária  .
Ao contrário do iDTGV (dissolvido no final de 2017), a Ouigo não é uma subsidiária independente, mas constitui um serviço específico dentro da empresa-mãe SNCF, mais precisamente da sucursal SNCF Travel  . Para os trabalhadores ferroviários que trabalham para a marca Ouigo, foram no entanto negociadas condições de trabalho específicas , sem contudo alterar o seu estatuto (também não há particularidade relativamente aos maquinistas, excepto que se encarregam de descarregar os comboios e trazê-los para limpeza, ao contrário seus colegas na maioria dos casos)  .
De acordo com o pesquisador de ciências sociais Dominique Memmi, Ouigo reintroduziria implicitamente um « terceira turma que não diz o nome », oferecendo um serviço descrito como mínimo  . Embora este serviço tenha feito com que o TGV perdesse passageiros « prêmio » (agora operado sob a marca TGV inOui ), permite à SNCF ocupar melhor o terreno face à concorrência intermodal ( avião, carpooling, autocarros ), mas também intramodal  . Além disso, verifica-se que os comboios TGV inOui e Ouigo são complementares, os primeiros circulando principalmente nos horários de ponta, para transportar clientes profissionais (geralmente pouco sensíveis ao preço), enquanto os últimos estão bastante posicionados fora destes períodos, para lazer viajantes (que prestam atenção principalmente ao custo) ; a frequência de cada serviço é também adaptada aos destinos servidos, de acordo com variáveis sociodemográficas (nomeadamente a dimensão das cidades e a sua pirâmide etária ) e a importância da referida concorrência intermodal  . In fine, isto melhora os lucros da empresa ferroviária  .
Em 2024, Ouigo está classificado em 25 entre 27 (embora esteja em 2 lugar apenas pelo critério dos preços) na classificação das empresas ferroviárias europeias estabelecida pela organização Transport & Environnement  .

### Expansões de rede

Trem TGV Ouigo, na estação Lyon-Saint-Exupéry TGV.

Conexões adicionais foram criadas em 13 de dezembro de 2015: de Tourcoing (na metrópole de Lille) a Lyon-Perrache, Nantes e Rennes, com paradas em estações intermediárias ao longo da rota.
A SNCF lança uma ligação a Estrasburgo no dia 2 de julho de 2017, bem como outra a Bordéus na mesma data, todas a partir de Roissy, Marne-la-Vallée e Massy.
Além disso, o serviço Ouigo também está disponível de ou para as principais estações de Paris, para atrair clientes adicionais. Este já é o caso de Paris-Montparnasse-Vaugirard, desde 10 de dezembro de 2017 (depois os corredores 1 e 2 de Paris-Montparnasse em vez de Vaugirard, desde dezembro de 2018). Paris-Est por sua vez, é servido a partir de 7 de julho de 2018; deste último, os trens chegam, além de Estrasburgo (inicialmente servido de Roissy), Metz, Nancy (cujo serviço foi cancelado em dezembro de 2021) e Colmar (o serviço também foi interrompido em dezembro de 2021). Desde 9 de dezembro de 2021 – do mesmo ano, o serviço utiliza também Paris-Gare-de-Lyon (adicionando o destino Nice) e, ainda, Lille-Flandres (além de Tourcoing).
Finalmente, uma relação Paris-Montparnasse – Toulouse é estabelecida em 6 de julho de 2019 .
Desde 15 de dezembro de 2019, Paris-Gare-de-Lyon também é o ponto de partida para viagens de retorno às duas estações de Nîmes e Nîmes-Pont-du-Gard, bem como às duas estações de Montpellier-Saint-Roch e Montpellier-Sud-de-França ; a isso se acrescenta Lyon-Perrache (via Lyon-Part-Dieu), desde 4 de julho de 2020.

A partir de 17 de dezembro de 2020, é estabelecida uma ligação de inverno entre o aeroporto TGV Charles-de-Gaulle e Marne-la-Vallée-Chessy, por um lado, e Bourg-Saint-Maurice, por outro (no entanto, para Île-de-France, é adiado para Paris-Gare-de-Lyon em 15 de dezembro de 2022; Lyon-Saint-Exupéry, Grenoble, Albertville, Moutiers-Salins-Brides-les-Bains e Aime-La Plagne[1].

Em 27 de março de 2023, Ouigo chegou a Perpignan vindo de Paris (via Sète, Agde, Béziers e Narbonne), como uma extensão do serviço a Montpellier[1.
Em 10 de dezembro de 2023, é criada uma nova relação entre o Aéroport Charles-de-Gaulle 2 TGV e Toulon; serve as estações TGV de Marne-la-Vallée-Chessy, Lyon-Saint-Exupéry e Aix-en-Provence.
Em dezembro de 2025, será lançada a ligação Paris – Hendaye (via Dax, Bayonne, Biarritz e Saint-Jean-de-Luz). Está também prevista a criação de uma relação entre Paris-Nord e Lille-Flandres.

#### Ouigo Train Classique

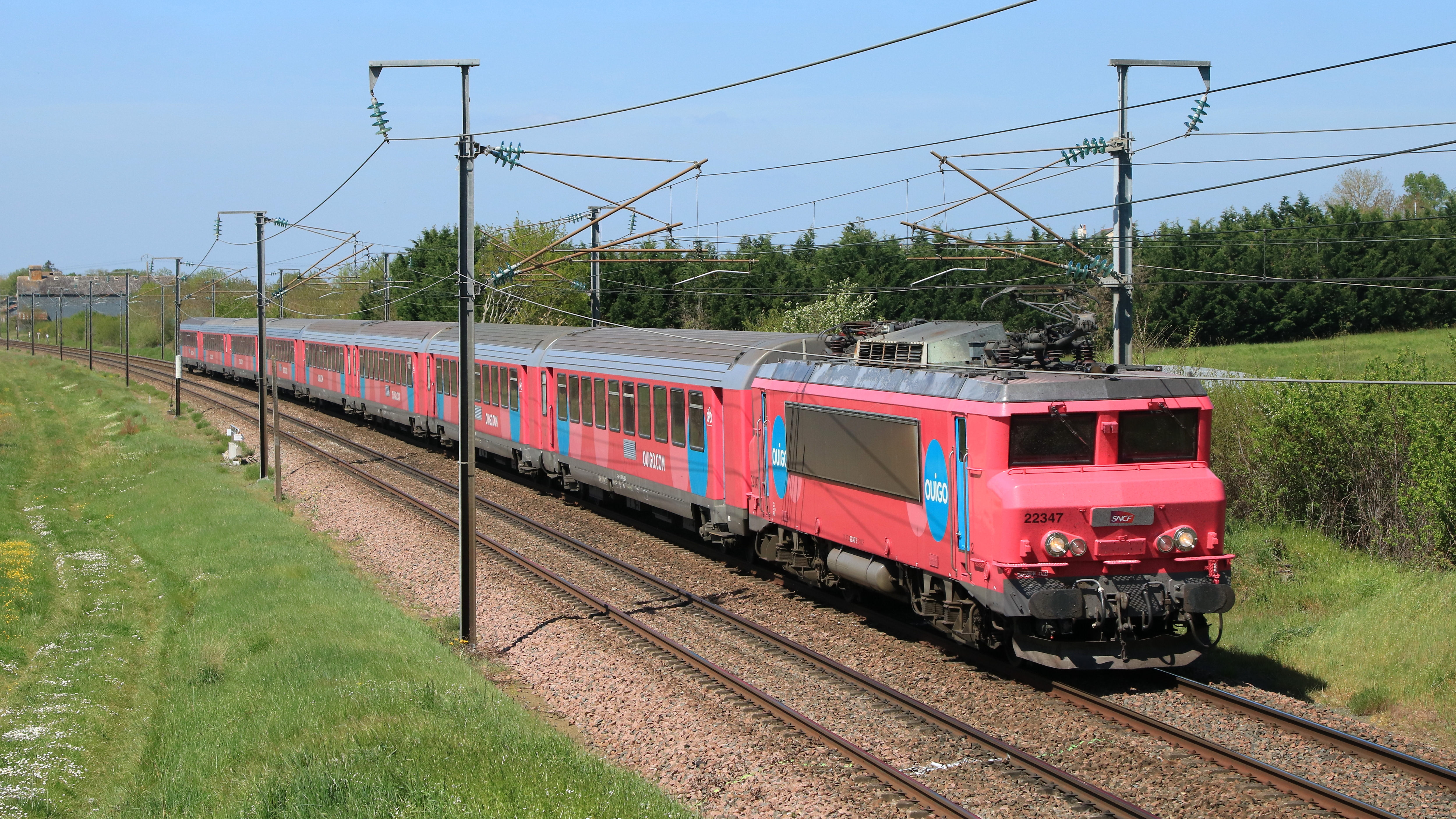
Trem Ouigo Train Classique sobre a ferrovia de Tours a Saint-Nazaire, perto de Saint-Georges-sur-Loire.

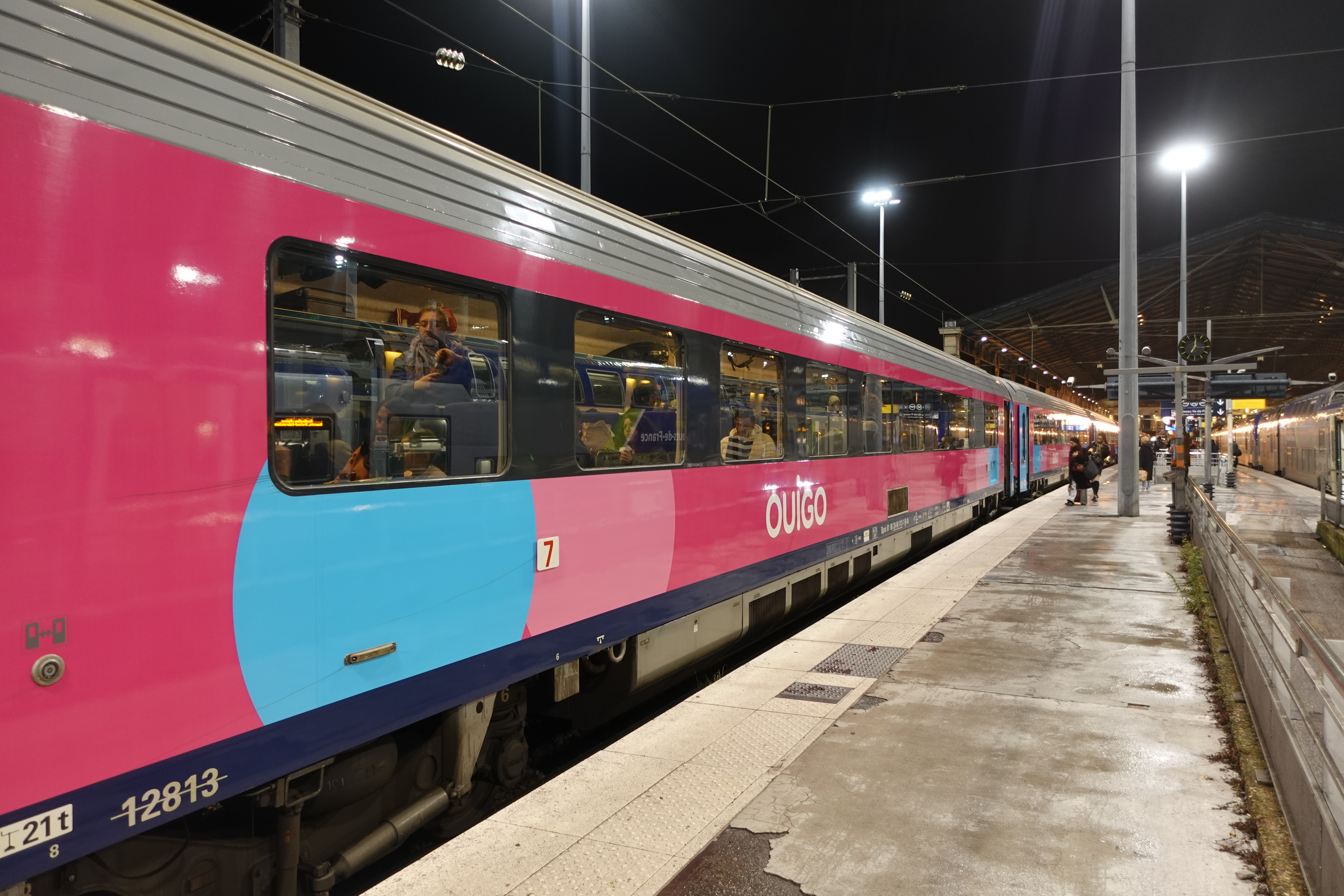
Trem Ouigo Train Classique, na estação de Paris-Nord.

Desde 11 de abril de 2022, a subsidiária “Oslo” (que significa “oferta de serviços livremente organizada”) da SNCF Voyageurs opera uma oferta ferroviária chamada Ouigo Train Classique. Esta nova oferta sucede ao serviço Intercités 100% Eco, cancelado em dezembro de 202. Oferecendo apenas segunda classe, esses trens operam inicialmente nas conexões Paris-Bercy – Lyon-Perrache via Dijon-Ville e Paris-Austerlitz – Nantes via Chartres ou Les Aubrais. O preço do bilhete, novamente vendido apenas na Internet, varia entre os 10 e os 49 euros[4].
Em novembro de 2022, estão previstas extensões da rede Ouigo Train Classique (serviços para Lille-Flandres, Bruxelas-Midi, Rennes, Bordeaux-Saint-Jean e Marselha-Saint-Charles) pela SNCF Voyageurs, dado o sucesso comercial experimentado pelo serviço (mas também para competir melhor com o uso do carro). A ligação Paris-Austerlitz – Rennes, via Chartres, é portanto adicionada em 5 de abril de 2024. Por outro lado, a relação entre Paris e Lyon é cancelada em dezembro de 2024 - do mesmo ano devido à rentabilidade insuficiente, mas também devido a grandes obras realizadas pela SNCF Réseau que já limitavam os períodos de tráfego aos fins de semana; o material circulante é então reafectado nas ligações Paris – Nantes e Paris – Rennes (sendo esta última reforçada por uma segunda viagem de ida e volta)..
Operada em conjunto com a Companhia Ferroviária Nacional Belga (SNCB), a ligação internacional — inédita para Ouigo — entre Paris-Norte e Bruxelas-Midi, realizada em três horas via Creil, Aulnoye-Aymeries e Mons, é lançada em dezembro 19, 2024; uma parada em Saint-Quentin deve ser adicionada a partir de 13 de abril de 2025. Para esta relação, o preço do bilhete varia entre os 10 e os 59 euros. O pessoal aí destacado não é de Oslo, mas sim da SNCB ou da subsidiária “Trains Spéciaux” da SNCF. Isto permite reintroduzir um serviço ferroviário de baixo custo entre as capitais francesa e belga, que já existia entre abril de 2016 e julho de 2022 com comboios da marca Izy.

### Implantação da marca na Espanha

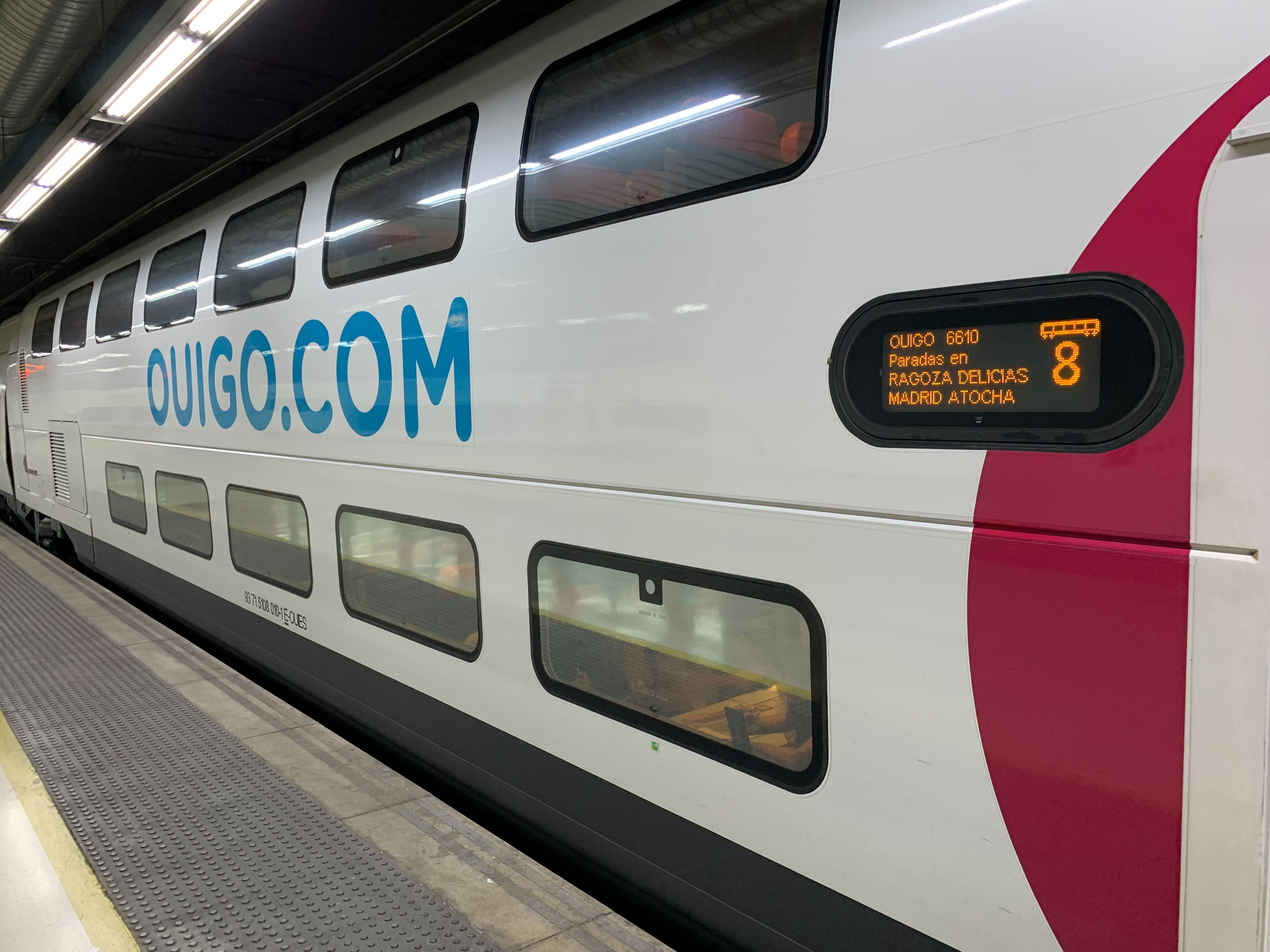
Trem TGV Ouigo, na estação de Barcelona-Sants.

Em setembro de 2020, um anúncio revelou a criação de uma linha entre Madrid e Barcelona. Esta linha fornecerá inicialmente cinco viagens diárias de ida e volta entre a estação de Madrid-Atocha e Barcelona-Sants, com paradas intermediárias em Zaragoza-Delicias e Tarragona. Este serviço não é operado diretamente pela SNCF, mas pela sua subsidiária espanhola Ouigo España; o valor dos investimentos ascende a 600 milhões de euros.
Ao contrário dos trens Ouigo na França, os trens espanhóis são equipados com um vagão-bar chamado “Ouibar »,bem como uma primeira classe acessível com a opção “Ouigo Plus”, ao mesmo tempo que oferece preços mais baixos que nos AVEs (cujo posicionamento é high-end) da Renfe. Este último reage criando Avlo, para competir com Ouigo.
O lançamento da primeira linha, inicialmente previsto para dezembro de 2020, foi adiado para março de 2021 – depois, finalmente, para maio de 2021 devido à pandemia de Covid-19,. Desde 10 de maio de 2021, foram efetivamente realizadas cinco viagens de ida e volta Ouigo na ligação Madrid – Barcelona, após a circulação de um comboio inaugural em 7 de maio de 2021-. A rede estende-se então à relação entre Madrid-Chamartín e Valência (em outubro de 2022), depois chega a Alicante (em abril de 2023), Valladolid (em abril de 2024) et Múrcia (em setembro de 2024),. Na Andaluzia(Córdoba, Sevilha e Málaga) serão atendidos a partir de janeiro de 2025,.

## Estações atendidas

### TGV Ouigo

#### Na França
Os trens atendem as estações de Marne-la-Vallée - Chessy, Aéroport Charles-de-Gaulle 2 TGV, Massy TGV, Paris (Montparnasse, Est e Lyon), Lyon (Perrache, Part-Dieu e Saint-Exupéry TGV), Marselha- Saint-Charles, Toulon, Nice-Ville, Montpellier (Saint-Roch e Sul de França), Perpignan, Lille-Flandres, Tourcoing, Le Mans, Rennes, Brest, Quimper, Angers-Saint-Laud, Nantes, La Rochelle-Ville, Saint-Pierre-des-Corps, Bordeaux-Saint-Jean, Toulouse-Matabiau, Metz-Ville e Strasbourg-Ville.

#### Na Espanha

Mapa das linhas e das estações espanholas atendidas.

Os trens atendem as seguintes estações: Albacete-Los Llanos, Alicante-Terminal, Barcelona-Sants, Camp de Tarragona, Córdoba, Cuenca-Fernando Zóbel, Elche AV, Madrid-Atocha, Madrid-Chamartín-Clara Campoamor, Málaga-María Zambrano, Murcia del Carmen, Zaragoza-Delicias, Segóvia-Guiomar, Sevilha-Santa Justa, Valência-Joaquín Sorolla e Valladolid-Campo Grande.

### Ouigo Train Classique

#### Na França
O serviço serve principalmente Paris (Austerlitz e Norte), Pont de Rungis - Aeroporto de Orly, Juvisy, Massy - Palaiseau, Versailles-Chantiers, Chartres, Le Mans, Rennes, Les Aubrais, Saint-Pierre-des-Corps, Angers-Saint- Laud, Nantes e Creil.

#### Na Bélgica
No âmbito da relação internacional com Paris-Nord, o serviço serve Mons e Bruxelas-Midi.

## Matériel roulant

### TGV Ouigo

#### Na França

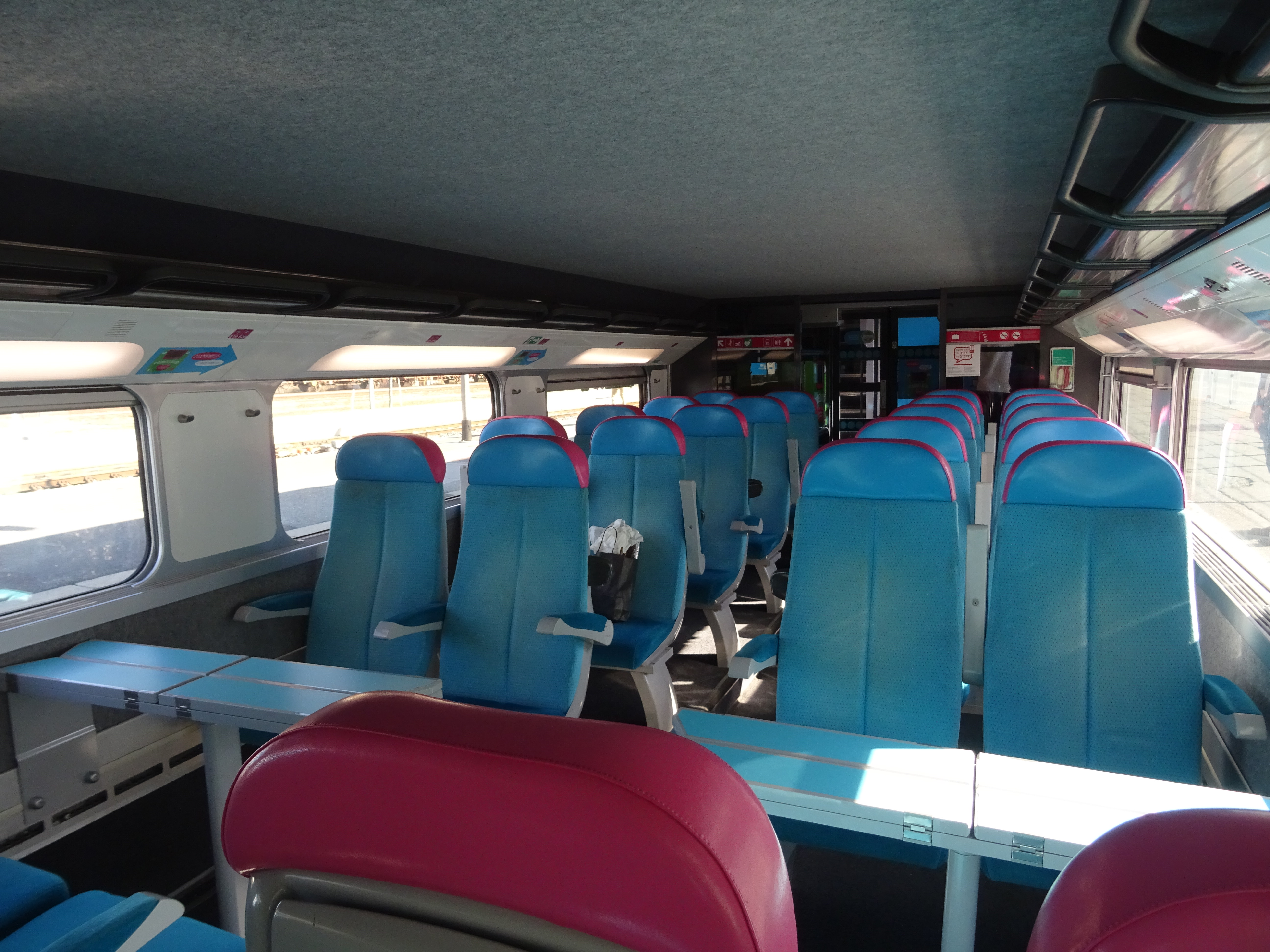
Interior de um trem TGV Ouigo, no andar inferior.

O equipamento alocado ao serviço Ouigo é composto por composições TGV dedicadas de dois níveis, compostas por carros motorizados da geração Dasye, e carros da primeira geração do TGV Duplex projetados para poder transportar 20% mais passageiros (um trem Ouigo em uma única unidade pode de fato conter 634 passageiros, em comparação com 510 em um trem padrão). Este ganho de capacidade é possível graças ao menor espaço para bagagem, à ausência de primeira classe e de carruagem-bar e à utilização de outro tipo de assentos,. Em 2024, a rede contará com 38 trens; doze trens adicionais (o layout interior, denominado “Tango”, incluirá um novo tipo de assento permitindo uma capacidade unitária de 653 assentos, tomadas elétricas e USB, bem como oito ganchos para bicicletas (ou seja, dezesseis para trens acoplados), estão planejados entre 2025 e 2027.
Os trens Ouigo, que circulam doze horas por dia, são mantidos à noite nos centros técnicos da SNCF de Lyon-Gerland, Marselha, Châtillon, Landy (Saint-Denis) e Tourcoing, bem como no centro tecnológico do Leste Europeu (localizado nos municípios de Pantin e Bobigny).

#### Na Espanha
O serviço é prestado por composições Euroduplex específicas, cujo número deverá eventualmente chegar a 14. Estas composições foram retiradas da frota SNCF (série 800), tornando-as então adequadas para circular na rede ADIF; eles são parcialmente remodelados, mantendo o carro-bar e a primeira classe. Eles estão sediados em Cerro Negro, nos subúrbios ao sul de Madri, e são mantidos pela Alstom em três unidades da Renfe..

### Ouigo Train Classique

#### Na França (ligacões domésticas)
O serviço utiliza nove locomotivas BB 22200 e 36 vagões Corail,.  Cada trem, composto por oito desses vagões (todos de segunda classe), pode transportar até 640 passageiros,.

#### Entre França e Bélgica (ligação internacional)
A ligação Paris-Norte – Bruxelas-Midi utiliza três composições, cada uma composta por oito carros I11 (filme Ouigo), puxados por locomotivas da série 18, equipamento este pertencente à SNCB,.

## Resultados

### França
Entre abril de 2013 e abril de 2014, dois milhões e meio de pessoas viajaram num comboio Ouigo (a marca de dois milhões de ingressos vendidos foi alcançada em fevereiro de 2014).
No início de setembro de 2015, a administração indicou que o ponto de equilíbrio tinha sido atingido e que já tinham sido transportados três milhões e meio de passageiros.
Para 2016, SNCF anuncia ter transportado 5,1 milhões de passageiros. A oferta representa agora 5% do tráfego de TGV, incluindo 15% na linha Marselha – Paris.. Além disso, a sua gestão indica que 40% dos passageiros não teriam viajado se Ouigo não existisse. Segundo as previsões da SNCF, a marca dos 7 milhões seria ultrapassada em 2017 graças aos novos serviços para Bordéus e Estrasburgo.. Este número foi efetivamente ultrapassado em 2017, com 7,5 milhões de passageiros transportados. Em 2018, o crescimento do tráfego continuou a atingir 11,6 milhões de passageiros.
No início de 2017, os trens Ouigo estavam 88% cheios em média, vinte pontos a mais que os TGVs tradicionais.
O objetivo da SNCF é que a participação da Ouigo no tráfego de TGV atinja 25%, representando 25 milhões de passageiros, até 2020.
O volume de negócios da Ouigo ultrapassaria mil milhões de euros em 2022, segundo a empresa Asterès. Em abril de 2023, Ouigo transportou mais de 110 milhões de viajantes desde a sua inauguração, há dez anos.

#### Ouigo Train Classique
Entre 2022 e 2024, 3,5 milhões de passageiros viajaram nos comboios desta rede.

### Espanha
Em 2023, o negócio regista um aumento de 53% no número de viajantes (atingindo 4,6 milhões), o que impulsionou um crescimento de 31% nas receitas (situando-se em 139 milhões de euros). No entanto, devido à guerra de preços criada pela forte concorrência, as perdas aumentam 17% (o que representa assim 42,7 milhões de euros).

### Artigos relacionados
- Avlo
- Izy

### Ligações externes
- Sítio oficial
- Sítio oficial